# Elstermühle Plessa

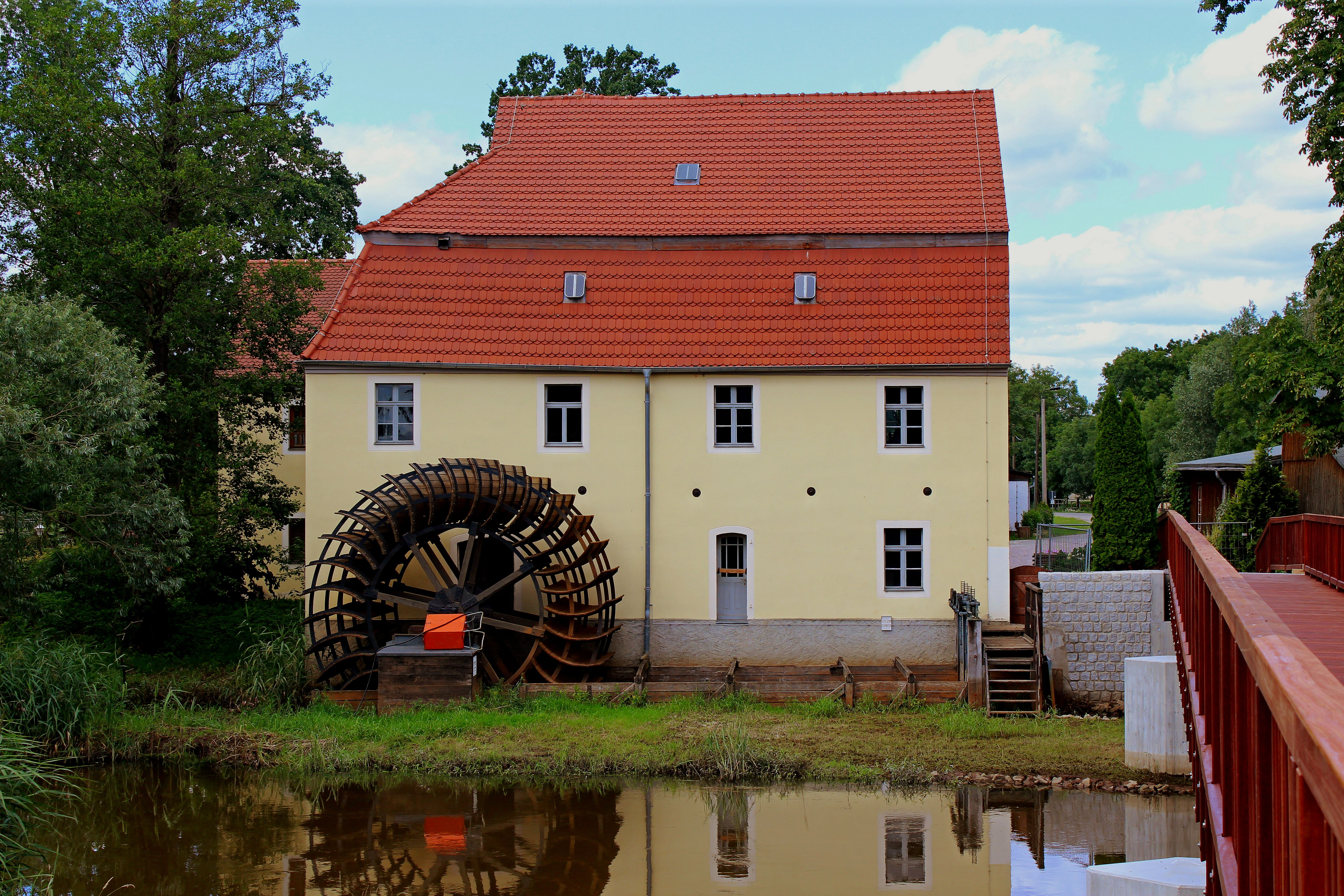
Die Elstermühle

Das technische Denkmal Elstermühle Plessa befindet sich rechtsseitig der Schwarzen Elster in der brandenburgischen Gemeinde Plessa und ist eine Wassermühle, welche ursprünglich aus zwei Mühlen, einer Schneide- sowie einer Getreidemühle bestand. Sie besitzt eine leerlauffähige Schauanlage und ein kleines Museum, außerdem befindet sich im Nebengebäude ein kleines Sägewerk.
Im Gebäude der Mühle befand sich bis 2017 das Büro des Fördervereins Naturpark Niederlausitzer Heidelandschaft e. V., ein Stützpunkt der Naturwacht sowie das rustikale Restaurant „Mühlenschänke“.

## Technische Daten
- 2 Walzenstühle
- 1 Quetsche
- 1 Sichter
- 1 Schrotgang
- 1 liegende Mischmaschine

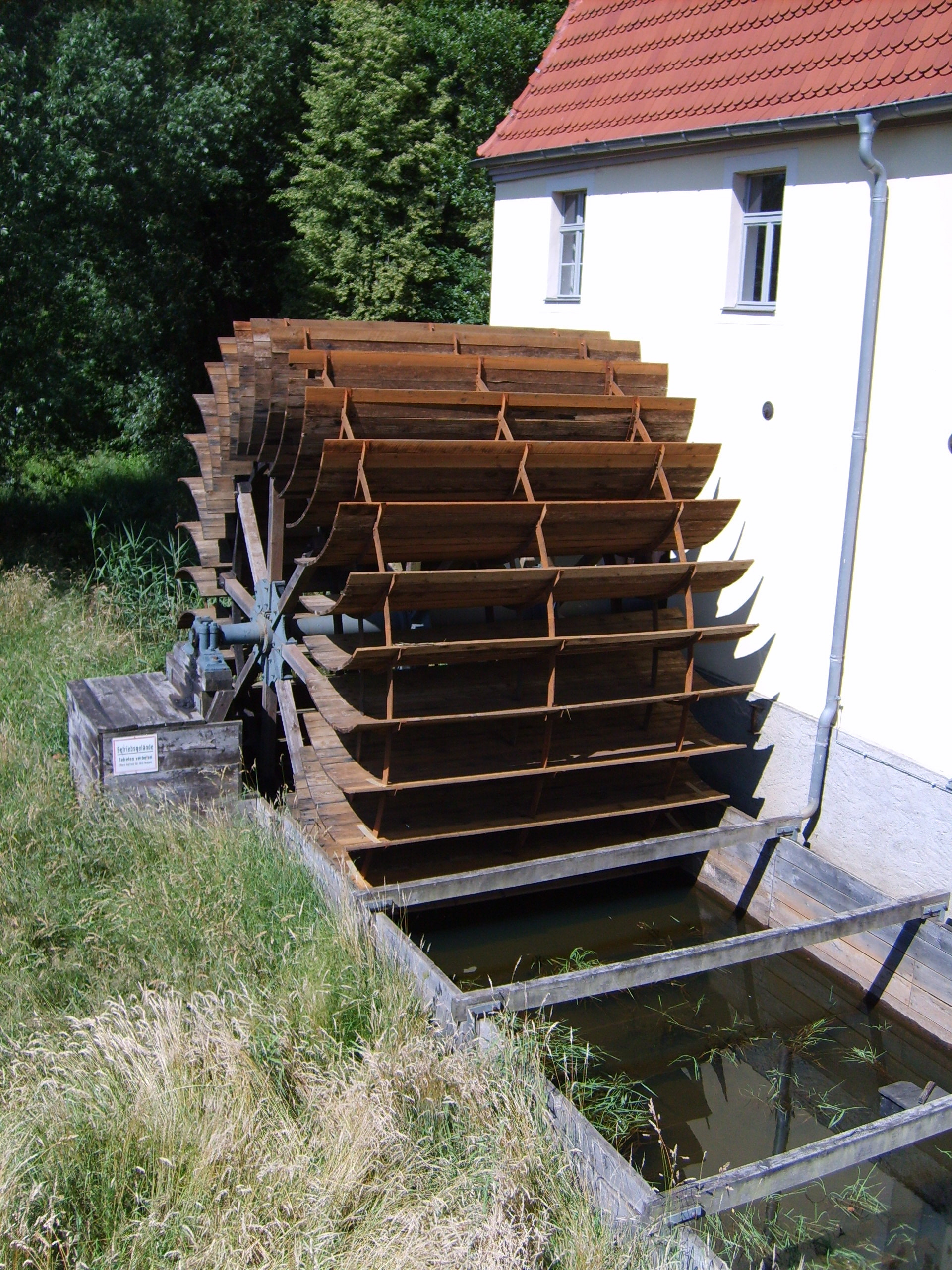
Das 6 m große Zuppinger-Mühlrad

- Zuppinger-Rad (Wasserrad mit 6 m Durchmesser)
- Reinigung (Aspirateur)

## Geschichte
Bereits 1420 wurde das Anwesen der Elstermühle in Plessa urkundlich erwähnt. Seit 1825 war die Mühle nachweislich im Besitz der Familie Kühne.
Die Schneidemühle kann bereits seit 1580 als Fachwerkbau auf Pfählen mit einer äußeren Holzverschalung nachgewiesen werden und wurde mit Wasserkraft angetrieben. Ab 1630 wurde eine Getreidemühle betrieben, die aber 1710 abbrannte und ein Jahr später als Fachwerkgebäude wieder errichtet wurde. Das Fachwerk des Gebäudes wurde aus vierkantig behauenen Baumstämmen kreuzweise zusammengefügt und die Gefache mit einem Brei aus Lehm, Spreu und Häcksel verschmiert. In Zusammenhang mit der 1852 beginnenden Elsterregulierung veränderte sich das Flussbett der Schwarzen Elster und es musste 1857 ein Wehr an der Mühle errichtet werden, welche vor der Regulierung nur mit Kähnen über die 27 Fließe und Gräben der Schwarzen Elster zu erreichen war. Der Elstermüller besaß königliches Wasserrecht und war gleichzeitig der Schleusenmeister zu Plessa. Als Folge der Trockenlegung des die Mühle umgebenden Sumpfgebietes senkten sich die Pfähle der südlichen Mühlenwand so weit, dass um 1900 eine massive Untermauerung erfolgen musste. Gleichzeitig wurde die Technik der Mühle erneuert, die bis heute erhalten und funktionstüchtig ist. 1903 bekam das Anwesen einen Brunnen mit Pumpe. Vorher wurde das gesamte Trink- und Wirtschaftswasser dem Fluss entnommen.  Clemens Kühne, der letzte Müller der Elstermühle, übernahm diese im August 1909 und betrieb sie bis zu seinem Tod im hohen Alter von 87 Jahren. Mit Beginn der Stromversorgung des Ortes durch die örtliche Brikettfabrik 1925 erfolgte der Aufbau eines Sägewerkes im Mühlenhof in dessen Folge die alte Schneidemühle abgerissen wurde. Der Antrieb des Sägewerkes erfolgte über die Hauptwelle der Getreidemühle, welche unter der Straße hindurchgeführt wurde und es dem Elstermüller ermöglichte, Wasserkraft sowie Elektrizität zu nutzen. Ein vorhandener Generator lässt darauf schließen, dass der Müller auch selbst Strom für den Mühlenbetrieb erzeugte, was aber nicht nachgewiesen werden kann. Zur gleichen Zeit baute man an das Mühlengebäude eine Bäckerei, welche aus wirtschaftlichen Gründen vom ursprünglichen Baustil abweicht und bis 1966 betrieben wurde.
Der Elstermüller besaß die Fischereirechte, welche mit 1000 Talern im Grundbuch eingetragen waren. Noch im Jahr 1920 wurden sonnabends 4 bis 8 Zentner Fisch in der Schwarzen Elster gefangen.

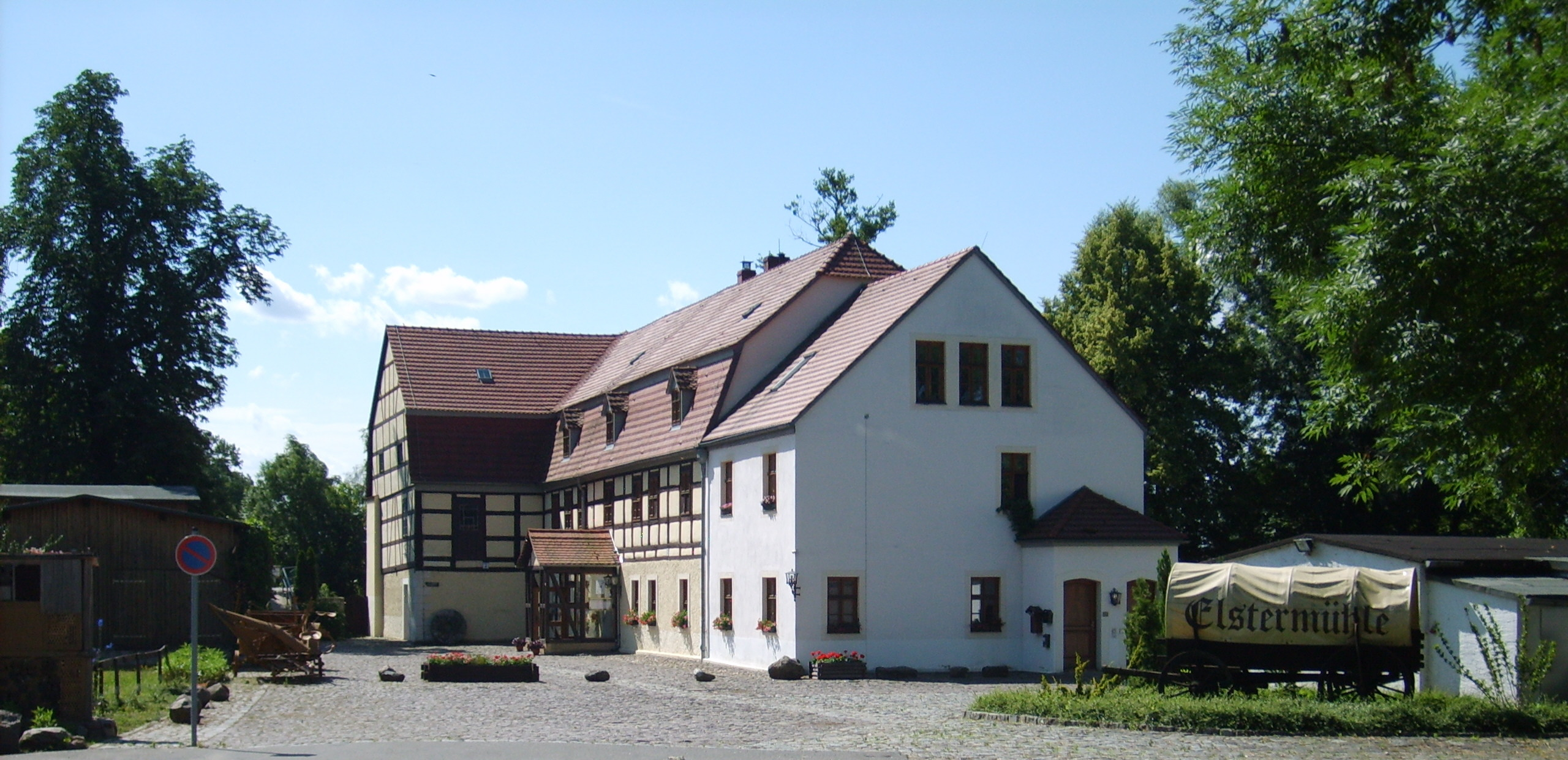
Elstermühle in Plessa

1961 verkauften die Erben der Mühle das gesamte Anwesen an die LPG. Die inzwischen elektrisch betriebene Getreidemühle wurde hauptsächlich zur Deckung des Eigenbedarfs genutzt. Die Wohnräume funktionierte die LPG zu Büroräumen um. In den 1970er Jahren baute man über das Anwesen der Mühle eine Umgehungsstraße, da die Pfeiler des Wehres einen einfachen Brückenschlag ermöglichten. Das Wehr wurde kurzerhand abgebaut und der Mühle bis heute das Wasser entzogen. Mit der Auflösung der LPG 1990 konnte der Mühlenbetrieb nicht mehr aufrechterhalten werden, so dass die Getreidemühle und das Sägewerk nur noch bis 1991 betrieben werden konnten.
Im Dezember 1991 erwarb der Förderverein Naturpark Niederlausitzer Heidelandschaft e. V., von den Bundesländern Nordrhein-Westfalen und Brandenburg finanziell unterstützt, das gesamte Anwesen und es wurden umfangreiche Rekonstruktionen an den denkmalgeschützten Gebäuden vorgenommen. Die Bauleitung übernahm der Ingenieur Felix Walther aus Elsterwerda. Es entstanden außerdem Büros und Seminarräume. Die Mitarbeiter der Biologischen Station und des Fördervereins konnten als erste einziehen. Danach erfolgte die Sanierung der Getreidemühle und am 17. Juni 1995 konnte sie mit einem Mühlenfest der Öffentlichkeit übergeben werden.
2017 wurde die Mühle und das Anwesen durch den Förderverein verkauft.

## Lage der einzelnen Gebäude
|  | - 1 Bäckerei - 2 Büro/Schüttboden - 3 Mühle - 4 Anbau - 5 Wasserrad - 6 altes Wehr - 7 Stallgebäude - 8 Trockenaborte - 9 Hühnerstall - 10 Hundzwinger - 11 Sägewerk - 12 Stall/Schüttboden - 13 Gesindehaus - 14 Brücke |
|  | |